# Бартогайское водохранилище
Бартогайское водохрани́лище — расположено в Енбекшиказахском районе Алматинской области на реке Чилик, в 10 км от аула Асысага. Протяжённость с севера на юг 6 км, ширина 3 км, средняя глубина 25 м. Площадь 13 км², объём воды 320 млн м³ (используемый объём 250 млн м³). Полностью сдано в эксплуатацию в 1986 году. Орошает 150 тыс. га земли у подножья Иле Алатау. Средний годовой объём воды, поступающей в Бартогайское водохранилище, составляет 1 млрд м³. Из Бартогайского водохранилища берёт начало Большой Алматинский канал. В Бартогайском водохранилище обитают сазан, карась, карп, форель.